# Коста Чавошки
Коста Чавошки (Банатско Ново Село, 26. октобар 1941) српски је правник, теоретичар права, пензионисани универзитетски професор, политичар, дисидент и академик. Чавошки је пензионисани професор Правног факултета Универзитета у Београду, редовни академик Српске академије наука и уметности, секретар Одељења друштвених наука САНУ и члан Крунског савета престолонаследника Александра Карађорђевића. Некадашњи је дисидент из времена комунистичке Југославије и бивши члан Сената Републике Српске.

## Биографија

### Порекло и породица
Рођен је 26. октобра 1941. у Банатском Новом Селу, као друго дете лекара Саве Чавошког и Вере. Има старију сестру Марину (1939), која је професор енглеског и немачког језика, а његов млађи брат је био професор Пољопривредног факултета Универзитета у Београду.

### Образовање и рана каријера
Основну школу је похађао у Новом Саду и Ковиљу. Гимназију је уписао 1956. године у Вршцу, након чега је уписао Правни факултет у Београду 1960. године. Дипломирао је је 29. јуна 1964. године с просечном оценом 9,85. На првој години студија је упознао колегу Слободана Милошевића и почео дружење са њим.
Још током студија, постао је члан Студентског комитета Савеза комуниста Универзитета у Београду. Одмах по дипломирању, запослио се као члан Председништва Централног комитета Савеза комунистичке омладине Србије, а потом као међународни потпредседник Савеза студената Југославије. У том својству, путовао је на међународне конференције у Најробију и Улан Батору. Његова канцеларија се налазила у згради Централног комитета на Ушћу.
Напустио је посао и вратио се на Правни факултет. Укључио се у студентске демонстрације и био примљен за члана акционог одбора протеста на факултету, да би потом отишао на одслужење војног рока 1968. године. Магистрирао је 1969. године, а магистарске студије је похађао заједно са две године млађим Војиславом Коштуницом. Уз помоћ професора Стевана Врачара, изабран је 1970. године за асистента на предмету Увод у право. Искључен је из Савеза комуниста у октобру 1972. након Титовог „Писма” (са доцентом Александром Стојановићем, а проф. Врачар је кажњен опоменом; → Чистка либерала у Србији).

### Дисидентски период
Због текстова у којима је критиковао владајућу комунистичку структуру, чиме се сврстао уз присталице професора Михаила Ђурића, оптужен је за ширење непријатељске пропаганде, али је на интервенцију Смиље Аврамов јавни тужилац ублажио оптужницу и дело оквалификовао као ширење лажних вести. Све то је довело до компликација приликом одбране доктората, будући да су из комисије за одбрану најпре ускратили учешће професору Стевану Врачару, а потом се академик и професор Радомир Лукић самостално повукао из комисије. Чавошки је тезу ипак одбранио 1973. године, али није изабран у звање доцента.
Марта 1973. године осуђен на пет месеци затвора, условно на две године. Потом је 31. децембра 1975. године једногласном одлуком Наставно-научног већа Правног факултета Универзитета у Београду, због тзв. морално-политичке неподобности није прошао реизбор у звање асистента, мада је стекао услове за избор у звање доцента. Исте године када је отпуштен, родио му се син Сава.
Будући без посла, почео је да са енглеског језика преводи дела Џона Лока и других европских филозофа. Запослио се тек 1977. године у Институту за упоредно право у Београду. Заједно са Добрицом Ћосићем је 1984. године основао и написао програм Одбора за одбрану слободе мисли и изражавања, чији су чланови били академици Матија Бећковић, Љубомир Тадић, Мића Поповић, Димитрије Богдановић, Никола Милошевић, Гојко Николиш, Предраг Палавестра, Радован Самарџић, Драгослав Срејовић, Младен Србиновић, Михаило Марковић, професор Андрија Гамс, књижевник Борислав Михајловић Михиз... Ћосић у својој књизи Пишчеви записи 1981—1991, пише о Чавошком да је: „Најхрабрији и највреднији опозиционар из наше групе, јака и морална личност и способан правник”.
Од 1987. до 1990. године, Чавошки је прешао да ради у Центру за филозофију и друштвену теорију, који је тада био уточиште дисидентског покрета. За дело О непријатељу је 1989. године добио Награду Милош Црњански.

### Повратак на факултет и чланство у САНУ
На Правни факултет Универзитета у Београду је враћен тек 1. јануара 1991. године у својству редовног професора. Пензионисан је 2009. године.
За дописног члана Српске академије наука и уметности је изабран 30. октобра 2003. године, а за редовног члана 5. новембра 2015. године. Поред дужности секретара Одељења друштвених наука, члан је Одбор за проучавање Косова и Метохије и Одбор за културу и уметност САНУ.

### Политичка каријера
Чавошки је у младости био члан Савеза комуниста Југославије и нижи партијски функционер, али је касније постао критичар титоизма. Према сопственим тврдњама, у време писања докторске тезе је постао критичан и према демократији.
Припадао је групи од 13 интелектуалаца која је 11. децембра 1989. године одржала конференцију за новинаре и најавила обнављање рада предратне Демократске странке, мада је још увек законски на снази био једнопартијски систем. Скупштина на којој је обновљен рад странке је одржана 3. фебруара 1990. године, за председника је изабран Драгољуб Мићуновић, док је Чавошки изабран за председника Извршног одбора ДС-а. У октобру 1990. године, дошло је до унутрашњег сукоба у странци, јер је једна група истакнутих чланова међу којима су били др Никола Милошевић, Александар Петровић, Милан Божић, др Владета Јанковић и Коста Чавошки, сматрала да Социјалистичка партија Србије, као наследник Савеза комуниста, није обезбедила услове за поштене опште изборе који су заказани за децембар, те да исте треба бојкотовати. На овим изборима, Демократска странка је освојила само 7 посланичких мандата.
Део чланова који се залагао за бојкот избора је 22. јануара 1991. године основао Српску либералну странку. За председника је изабран академик др Никола Милошевић, а један од оснивачима је био и Коста Чавошки. Странка је окупила велики број интелектуалаца, међу којима су били академик др Василије Крестић, др Смиља Аврамов, др Мило Ломпар (професор Филолошког факултета у Београду), редитељ Саша Петровић и психолог др Жарко Требјешанин. Странка је била монархистички опредељена и залагала се за враћање монархије као облика владавине, рехабилитацију свих политичких осуђеника, обележавање имена свих погинулих Срба у 20. веку, затим за подизање споменика страдалим Србима, као и за отварање канцеларије при Влади Србије, која би се бавила страдањем Срба у прошлим ратовима. Ипак, није успела да оствари скоро никакав резултат током свог постојања.
Од 1996. до 2009. године, Чавошки је био члан Сената Републике Српске. Учествовао је у раду Тима за одбрану Радована Караџића пред Међународним кривичним судом за бившу Југославију у Хагу.
Након смрти председника Српске либералне странке проф. др Николе Милошевића 2007. године, Коста Чавошки се, према појединим изворима, учланио у Српску радикалну странку др Војислава Шешеља. Према изјави некадашњег заменика председника СРС Драгана Тодоровића, коју је пренео Данас, Чавошки никада није био њен члан, већ је: „увек (је) био најцењенији пријатељ странке од његов оснивања, па до данас.“ Свакако је говорио на више страначких скупова радикала.
Након дугогодишње блиске сарадње, Чавошки је изабран за председника Политичког савета Српског покрета Двери. На парламентарним изборима 2016. године, јавно је подржао изборну листу коалиције Демократске странке Србије и Српског покрета Двери. Међутим, после одлуке руководства Двери да на локалне изборе у Београду 2018. године изађу у коалицији са покретом Доста је било, Чавошки је напустио Политички савет.

## Приватни живот
Син Сава Чавошки је рођен 23. септембра 1973. године у Београду. Завршио је студије на Машинском факултету Универзитета у Београду, а магистрирао и докторирао на Факултету организационих наука Универзитета у Београду. Ради као доцент на Факултету рачунарских наука у Источном Сарајеву.
Његова кћи Александра Чавошки је завршила основне студије на Правном факултету Универзитета у Београду. Радила је као професор Правног факултета Универзитета Унион у Београду, гостујући професор у Кливленду и на Факултету политичких наука Универзитета у Београду, али и у Министарству правде Републике Србије и као стручни консултант Светске банке, Европске комисије и ОЕБС-а. Од септембра 2012. године је запослена као професор на Бирмингемској школи права при Универзитету у Бирмингему.

## Одликовања
- Краљевски орден Белог орла (2017)

## Одабрана дела
Поред већег броја чланака, објавио је преко 50 књига:
1. Филозофија отвореног друштва. Политички либерализам Карла Попера (1975)
2. Могућности слободе у демократији (1981)
3. Уставност и федерализам. Судска контрола уставности у англо-саксонским федерацијама (1982)
4. Страначки плурализам или монизам (1983), коаутор Војислав Коштуница
5. О непријатељу (1989)
6. Револуционарни макијавелизам (1989)
7. Тито – технологија власти (1991)
8. Слободан против слободе (1991)
9. Право као умеће слободе. Оглед о владавини права (1994)
10. Увод у право I. Основни појмови и државни облици (1994)
11. На рубовима српства (1995)
12. Устав као јемство слободе (1996)
13. Увод у право II (1996), коаутор Радмила Васић
14. Затирање српства (1996)
15. Лутка у туђим рукама (1998)
16. Хаг против правде (1998)
17. Од протектората до окупације (1998)
18. Апсолутна и ублажена правда у Есхиловој Орестији (2001), коаутор Мирјана Стефановски
19. Згажени устав (2003)
20. Окупација (2006)
21. Макијавели (2008)
22. Под троном Атлантског пакта: Европски суд за људска права (2009)
23. Издаја (2009)
24. Одбор за одбрану слободе мисли и изражавања (2010)
25. Чавошки, Коста (2011). Расрбљивање. Нови Сад: Orpheus.
26. Устав као средство агитације и пропаганде (2011)
27. Српско питање (2011)
28. Анатомија једне чистке (2013)
29. Злоупотреба историје у Хагу (2013)
30. Велеиздаја (2014)
31. Да ли судије штите издају? (2014)
32. Моћ и превласт - Тукидидова политичка мисао (Catena Mundi, 2019)
33. Никола Милошевић (2015)
34. Велеиздаја у вишеструком поврату (2016)
35. Косово стожер српства (2018)
36. Наше за наше (Catena Mundi, 2019)
37. Политичка филозофија у Шекспировим делима (Catena Mundi, 2019)
38. Сећања неуспешног политичара, I–III (Catena Mundi, 2022)[15]
39. Genius Romanus: велики писци о величини Рима (2023)[16]
40. Рани радови (Catena Mundi)[17]